# Bibencio Servín
Bibencio Servín Paredes (Chaco, Paraguay, 2 de noviembre de 1984) es un exfutbolista paraguayo nacionalizado chileno, que jugaba como delantero. Casi la totalidad de su carrera profesional la hizo en clubes de Chile.
Actualmente es entrenador de las divisiones juveniles de Curicó Unido, club en el que tuvo tres etapas como jugador, destacándose la campaña en la Primera B 2008, en la cual el club albirrojo salió campeón, y Servín fue una de sus principales figuras.

## Clubes
| Club                       | País     | Año       |
| -------------------------- | -------- | --------- |
| Pilcomayo                  | Paraguay | 2005-2007 |
| Curicó Unido               | Chile    | 2008      |
| 2 de Mayo                  | Paraguay | 2009-2010 |
| Lota Schwager              | Chile    | 2011      |
| San Luis                   | Chile    | 2012      |
| Curicó Unido               | Chile    | 2012      |
| Barnechea                  | Chile    | 2013-2014 |
| Santiago Morning           | Chile    | 2015      |
| Curicó Unido               | Chile    | 2015      |
| Deportes Puerto Montt      | Chile    | 2016      |
| Cobreloa                   | Chile    | 2016-2017 |
| Independiente de Cauquenes | Chile    | 2017      |
| Deportes Melipilla         | Chile    | 2017-2018 |
| Fernández Vial             | Chile    | 2019      |

## Palmarés

### Campeonatos nacionales
| Título    | Club         | País  | Año  |
| --------- | ------------ | ----- | ---- |
| Primera B | Curicó Unido | Chile | 2008 |